# Gryllodes supplicans
Gryllodes supplicans är en insektsart som först beskrevs av Walker, F. 1859.  Gryllodes supplicans ingår i släktet Gryllodes och familjen syrsor. Inga underarter finns listade i Catalogue of Life.